# 戈登·麥克羅里
戈登·麥克羅里（英語：Gordon McRorie；1988年5月12日—）是一位加拿大橄欖球運動員。他是加拿大國家橄欖球隊的一員。